# 掛け紙
掛け紙（かけがみ）とは、贈答品などの上面あるいは前面に掛けられる紙。贈答品の場合、贈る名目、贈り主を書き入れる為の奉書などを指す。現在一般的には熨斗（のし）が掛け紙に直接印刷されるようになったため、のし紙は贈答用・進物用の掛け紙を指す意味で認識されている場合が多い。このほか仕出し弁当などの弁当類にも「御料理」や「御弁当」などの掛け紙が用いられることがあり、これらも膳掛紙や折掛紙と呼ばれる掛け紙の一種である。

## 概要
本来、慶事では掛け紙を水引で固定し熨斗が添えられていたが、のちに簡略化され掛け紙の右肩に熨斗を模したものを付けたものとなり、さらに簡略化され水引や熨斗が掛け紙に直接印刷されるようになったものが現在一般的な「熨斗紙」である。なお、慶事用の掛け紙には水引のみが印刷されている（熨斗のない）ものもある。弔事に使用するものは、慶事ではないので熨斗が印刷されていないが、現在、一般には弔事用のし紙などの名称で販売されている。

## 内のしと外のし
進物用の熨斗紙の包装には2種類ある。
内のし
贈答品に直接のし紙をかけ、その上から包装する方式。
外のし
贈答品を包装紙で包み包装紙の上からのし紙をかける方式。

## 短冊熨斗
掛け紙全体ではなく熨斗部分のみを短冊にした略式のものもあり短冊熨斗（たんざくのし）と呼ばれている。

## その他
弁当類の掛け紙にはデザインに凝ったものがありコレクターも存在する。
掛け紙を贈答品にかけて固定する際に掛け紙の両端が贈答品の裏面で重なる場合は、慶事では慶事掛けに、弔事では弔事掛けにして固定する。
慶事掛けは裏面から見て、向かって右側の紙を上にする掛け方で、弔事掛けは慶事掛けと逆に向かって左側の紙を上にする掛け方である。